# María Alejandra Tucat
María Alejandra Tucat (21. listopada 1961.) je bivša argentinska hokejašica na travi. 
S argentinskom izabranom vrstom je sudjelovala na više međunarodnih natjecanja.
Francuskog je podrijetla.

## Sudjelovanja na velikim natjecanjima
- Panameričke igre 1987.
- OI 1988. (7. mjesto)
- SP 1990. (9. mjesto)